# Hydraena pilipes
Hydraena pilipes är en skalbaggsart som beskrevs av Peter Zwick 1977. Hydraena pilipes ingår i släktet Hydraena och familjen vattenbrynsbaggar. Inga underarter finns listade i Catalogue of Life.